# TT Isla de Man de 1962
El TT Isla de Man de 1962 fue la tercera prueba de la temporada 1962 del Campeonato Mundial de Motociclismo. El Gran Premio se disputó del 4 al 8 de junio de 1962 en el circuito de Snaefell Mountain Course.

## Resultados TT Senior 500cc
El Senior comenzó con una feroz pelea entre Gary Hocking y Mike Hailwood. Después de la primera vuelta, Hocking tenía una ventaja de 1.6 segundos, pero luego Hailwood tuvo problemas. Primero perdió su primera marcha y luego tuvo que esperar 13 minutos en el box hasta que su clutch fuera reparado. Terminó duodécimo. Hocking ganó la carrera y demostró lo fuerte eran las MV Agusta 500 4C. Ellis Boyce terminó segundo con una Norton Manx casi diez minutos detrás, justo por delante de Fred Stevens (Norton).
| Pos.    | Piloto               | Equipo    | Tiempo     | Pts. |
| ------- | -------------------- | --------- | ---------- | ---- |
| 1       | Gary Hocking         | MV Agusta | 2h 11:13.4 | 8    |
| 2       | Ellis Boyce          | Norton    | +9:52.8    | 6    |
| 3       | Fred Stevens         | Norton    | +9:56.0    | 4    |
| 4       | Bert Schneider       | Norton    | +10:30.4   | 3    |
| 5       | Roy Ingram           | Norton    | +11:07.4   | 2    |
| 6       | Brian Setchell       | Norton    | +12:19.2   | 1    |
| 7       | Tom Thorp            | Norton    | +15:12.6   |      |
| 8       | Chris Conn           | Norton    | +15:27.0   |      |
| 9       | Derek Powell         | Matchless | +15:32.6   |      |
| 10      | Derek Woodman        | Matchless | +15:35.8   |      |
| 11      | William McCosh       | Matchless | +15:55.0   |      |
| 12      | Mike Hailwood        | MV Agusta | +16:14.0   |      |
| 13      | Peter R. Evans       | Matchless | +19:04.0   |      |
| 14      | George Purvis        | Matchless | +19:21.4   |      |
| 15      | John Simmonds        | Matchless | +19:34.2   |      |
| 16      | Brian Hornby         | Norton    | +20:27.8   |      |
| 17      | Sven-Olov Gunnarsson | Norton    | +20:37.0   |      |
| 18      | Roland Föll          | Matchless | +20:51.6   |      |
| 19      | Louis Carr           | Matchless | +21:26.4   |      |
| 20      | Derek Lee            | Matchless | +23:02.4   |      |
| 23      | Gyula Marsovsky      | Norton    |            |      |
| Ret     | Jack Ahearn          | Norton    | Ret        |      |
| Ret     | Hugh Anderson        | Matchless | Ret        |      |
| Ret     | Mike Duff            | Matchless | Ret        |      |
| Ret     | Jack Findlay         | Norton    | Ret        |      |
| Ret     | Tony Godfrey         | Norton    | Ret        |      |
| Ret     | Derek Minter         | Norton    | Ret        |      |
| Ret     | Billie Nelson        | Norton    | Ret        |      |
| Ret     | Phil Read            | Norton    | Ret        |      |
| Ret     | Walter Scheimann     | Norton    | Ret        |      |
| Ret     | Alan Shepherd        | Norton    | Ret        |      |
| Ret     | Alistair King        | Matchless | Ret        |      |
| Ret     | Dan Shorey           | Norton    | Ret        |      |
| Fuente: |                      |           |            |      |

## Resultados Junior 350cc
En el Junior TT, Mike Hailwood y Gary Hocking libraron una feroz batalla con sus MV Agusta 350 4C. Hocking marcó la pauta con la primera vuelta de inicio a más de 100 millas por hora de promedio. Luego lideró por diez segundos. Tom Phillis iba tercero pero cayó en la segunda vuelta y murió poco tiempo después. Hailwood estableció un nuevo récord de vuelta y cerró la brecha respecto a Hocking. Se detuvieron uno al lado del otro para repostar y cabalgaron al mismo tiempo. Hocking tuvo algunos problemas mecánicos, pero en la última vuelta estuvieron uno al lado del otro. En los últimos 20 kilómetros, Hailwood logró ganar otros cinco segundos. Hocking quedó en segundo lugar y František Šťastný (Jawa) fue tercero por siete minutos.
| Pos. | Piloto               | Moto       | Tiempo    | Pts. |
| ---- | -------------------- | ---------- | --------- | ---- |
| 1    | Mike Hailwood        | MV Agusta  | 2:16"24'2 | 8    |
| 2    | Gary Hocking         | MV Agusta  | 2:16"29'8 | 6    |
| 3    | František Šťastný    | Jawa       | 2:23"23'4 | 4    |
| 4    | Roy Ingram           | Norton     | 2:23"48'8 | 3    |
| 5    | Mike Duff            | AJS        | 2:24"47'8 | 2    |
| 6    | Hugh Anderson        | AJS        | 2:25"47'6 | 1    |
| 7    | Phil Read            | Norton     | 2:26"35'4 |      |
| 8    | Fred Stevens         | Norton     | 2:27"03'0 |      |
| 9    | Ellis Boyce          | AJS        | 2:27"10'4 |      |
| 10   | Derek Woodman        | AJS        | 2:27"42'8 |      |
| 11   | Brian Setchell       | Norton     | 2:27"43'8 |      |
| 12   | Jack Ahearn          | Norton     | 2:28"54'4 |      |
| 13   | Tom Thorp            | AJS        | 2:29"01'0 |      |
| 14   | Bert Schneider       | Norton     | 2:29"22'2 |      |
| 15   | Derek Powell         | Onbekend   | 2:30"26'4 |      |
| 16   | Ned Minihan          | Norton     | 2:31"09'4 |      |
| 17   | Johnny Rae           | Norton     | 2:31"35'2 |      |
| 18   | Billy McCosh         | AJS        | 2:32"24'0 |      |
| 19   | George Purvis        | AJS        | 2:33"12'4 |      |
| 20   | Dave Wildman         | AJS        | 2:34"35'2 |      |
| 23   | Arthur Wheeler       | Moto Guzzi | 2:37"16'0 |      |
| 28   | Sven-Olof Gunnarsson | Norton     | 2:40"03'2 |      |
| 35   | Alan Shepherd        | AJS        | 2:41"07'6 |      |
| 38   | Billie Nelson        | Norton     | 2:41"26'6 |      |
| Ret  | Tom Phillis          | Honda      | Ret       | (†)  |
| Ret  | Alistair King        | AJS        | Ret       |      |
| Ret  | Ralph Bryans         | Norton     | Ret       |      |
| Ret  | Hans-Otto Butenuth   | Norton     | Ret       |      |
| Ret  | Jack Findlay         | Norton     | Ret       |      |
| Ret  | Roland Föll          | AJS        | Ret       |      |
| Ret  | Tony Godfrey         | Norton     | Ret       |      |
| Ret  | Gustav Havel         | Jawa       | Ret       |      |
| Ret  | Bob McIntyre         | Honda      | Ret       |      |
| Ret  | Gyula Marsovszky     | Norton     | Ret       |      |
| Ret  | Derek Minter         | Norton     | Ret       |      |
| Ret  | Sid Mizen            | AJS        | Ret       |      |
| Ret  | Dan Shorey           | Norton     | Ret       |      |

## Resultados Lightweight 250cc
Estaba previsto que Honda ganaría la carrera de 250cc, pero los que se esperaba es que fuera un piloto privado. Derek Minter había pedido prestado una Honda RC 162 a través del importador británico y ganó con dos minutos por delante de Jim Redman. Tom Phillis quedó en tercer lugar. Honda no estaba contento con la victoria de Minter ya que Mike Hailwood se convirtió en campeón mundial con una RC 162 comprada. Hailwood estaba vinculado contractualmente a MV Agusta y no se le permitía conducir un Honda.
| Pos. | Piloto             | Moto       | Tiempo     | Pts. |
| ---- | ------------------ | ---------- | ---------- | ---- |
| 1    | Derek Minter       | Honda      | 2h 20:30.0 | 8    |
| 2    | Jim Redman         | Honda      |            | 6    |
| 3    | Tom Phillis        | Honda      |            | 4    |
| 4    | Arthur Wheeler     | Moto Guzzi |            | 3    |
| 5    | Alberto Pagani     | Aermacchi  |            | 2    |
| 6    | Dan Shorey         | Bultaco    |            | 1    |
| 7    | Fred Hardy         | REG        |            |      |
| Ret  | Hans-Otto Butenuth | Norton     | Ret        |      |
| Ret  | Mike Hailwood      | MZ         | Ret        |      |
| Ret  | Bob McIntyre       | Honda      | Ret        |      |
| Ret  | Gilberto Milani    | Aermacchi  | Ret        |      |
| Ret  | Alan Shepherd      | Aermacchi  | Ret        |      |
| Ret  | Bill Smith         | Bianchi    | Ret        |      |
| Ret  | Moto Kitano        | Honda      | Ret        |      |

## Lightweight 125 cc TT
En Lightweight 125 cc TT, Mike Hailwood con su EMC de dos tiempos logró hacer una buena carrera. Inicialmente estaba 20 segundos por detrás de Luigi Taveri con Honda de cuatro tiempos. Taveri condujo la primera vuelta de 125cc a más de 90 millas por hora de promedio, mientras que Hailwood se detuvo en Glen Helen. Tommy Robb terminó segundo y Tom Phillis tercero. Con cinco Hondas entre los cinco primeros, no fue una fiesta en Honda, porque Kunimitsu Takahashi resultó gravemente herido a causa una caída por lo que se perdería el resto de la temporada.
| Pos. | Corredor            | Moto      | Tiempo    | Pts. |
| ---- | ------------------- | --------- | --------- | ---- |
| 1    | Luigi Taveri        | Honda     | 1:15"34'2 | 8    |
| 2    | Tommy Robb          | Honda     | 1:16"40'6 | 6    |
| 3    | Tom Phillis         | Honda     | 1:16"55'0 | 4    |
| 4    | Derek Minter        | Honda     | 1:17"51'4 | 3    |
| 5    | Jim Redman          | Honda     | 1:19"38'0 | 2    |
| 6    | Rex Avery           | EMC       | 1:20"26'6 | 1    |
| 7    | Stanislav Malina    | ČZ        | 1:20"33'6 |      |
| 8    | Ernst Degner        | Suzuki    | 1:20"43'4 |      |
| 9    | Fred Stevens        | Bultaco   | 1:24"29'6 |      |
| 10   | Michael O'Rourke    | Bultaco   | 1:25"54'6 |      |
| 11   | Jack Bullock        | Bultaco   | 1:26"22'0 |      |
| 12   | Dickie Carter       | Bultaco   | 1:26"46'0 |      |
| 13   | Dan Shorey          | Bultaco   | 1:31"56'0 |      |
| 14   | Pat Walsh           | MV Agusta | 1:36"45'2 |      |
| 15   | Jack Bottomley      | Ducati    | 1:45"05'0 |      |
| 16   | Roy Bacon           | BSA       | 1:45"33'4 |      |
| 17   | Fred Hardy          | Bultaco   | 1:47"47'6 |      |
| 18   | Dave Weightman      | Honda     | 1:48"36'4 |      |
| 19   | Bertie Boyd         | Bultaco   | 1:57"30'4 |      |
| 20   | David Clarke        | Ducati    | 2:20"25'0 |      |
| Ret  | Frank Perris        | Suzuki    | Ret       |      |
| Ret  | Ramón Torras        | Bultaco   | Ret       |      |
| Ret  | Alistair King       | Bultaco   | Ret       |      |
| Ret  | Mike Hailwood       | EMC       | Ret       |      |
| Ret  | John Grace          | Bultaco   | Ret       |      |
| Ret  | Kunimitsu Takahashi | Honda     | Ret       |      |
| Ret  | Sadao Shimazaki     | Honda     | Ret       |      |
| Ret  | Hugh Anderson       | Suzuki    | Ret       |      |
| Ret  | Paddy Driver        | EMC       | Ret       |      |
| Ret  | Alistair King       | Bultaco   | Ret       |      |

## 50 cc TT
Los británicos se mostraron algo escépticos acerca de la cilindrada de 50cc. Sin embargo, no menos de 33 máquinas estaban al principio, incluida la primera mujer piloto Beryl Swain. Los primeros GP (España y Francia) fueron presa fácil para Kreidler (Hans-Georg Anscheidt y Jan Huberts), con Luigi Taveri también cazando muchos puntos. Las Suzuki RM 62 no habían sido utilizados en absoluto. Las cosas cambiaron en el TT: Ernst Degner ganó con la Suzuki con una vuelta récord de 75.52 millas por hora y un promedio de 75.12 millas por hora. Eso lo habría puesto en el decimotercer lugar de la carrera de 125cc. Luigi Taveri terminó segundo por detrás de su compañero de equipo Tommy Robb.
| Pos. | Corredor             | Moto           | Tiempo    | Pts. |
| ---- | -------------------- | -------------- | --------- | ---- |
| 1    | Ernst Degner         | Suzuki         | 1:00"16'4 | 8    |
| 2    | Luigi Taveri         | Honda          | 1:00"34'4 | 6    |
| 3    | Tommy Robb           | Honda          | 1:00"47'6 | 4    |
| 4    | Hans-Georg Anscheidt | Kreidler       | 1:00"55'4 | 3    |
| 5    | Mitsuo Itoh          | Suzuki         | 1:02"00'4 | 2    |
| 6    | Michio Ichino        | Suzuki         | 1:02"01'4 | 1    |
| 7    | Jan Huberts          | Kreidler       | 1:02"15'6 |      |
| 8    | Seiichi Suzuki       | Suzuki         | 1:02"31'8 |      |
| 9    | Derek Minter         | Honda          | 1:04"06'0 |      |
| 10   | Sadao Shimazaki      | Honda          | 1:04"15'2 |      |
| 11   | Dan Shorey           | Kreidler       | 1:04"49'0 |      |
| 12   | Wolfgang Gedlich     | Kreidler       | 1:10"50'0 |      |
| 13   | Mike Simmonds        | Tohatsu        | 1:14"48'8 |      |
| 14   | Horace Crowder       | Kreidler       | 1:15"29'6 |      |
| 15   | Ralph Bryans         | Benelli        | 1:16"52'6 |      |
| 16   | Charlie Mates        | Itom           | 1:17"10'6 |      |
| 17   | G. Brader            | Itom           | 1:25"34'2 |      |
| 18   | Paul Latham          | Itom           | 1:26"04'6 |      |
| 19   | Harold Cosgrove      | Itom           | 1:27"50'4 |      |
| 20   | Don Juler            | Itom           | 1:30"00'6 |      |
| 22   | Beryl Swain          | Itom           | 1:33"41'4 |      |
| Ret  | Günter Beer          | Kreidler       | Ret       |      |
| Ret  | José María Busquets  | Derbi          | Ret       |      |
| Ret  | Isao Morishita       | Suzuki         | Ret       |      |
| Ret  | Kunimitsu Takahashi  | Honda          | Ret       |      |
| Ret  | Teisuke Tanaka       | Honda          | Ret       |      |
| Ret  | Hugh Anderson        | Suzuki         | Ret       |      |
| Ret  | Dave Simmonds        | Tohatsu        | Ret       |      |
| Ret  | Bill Ivy             | Christom Honda | Ret       |      |